# 메세노사우루스

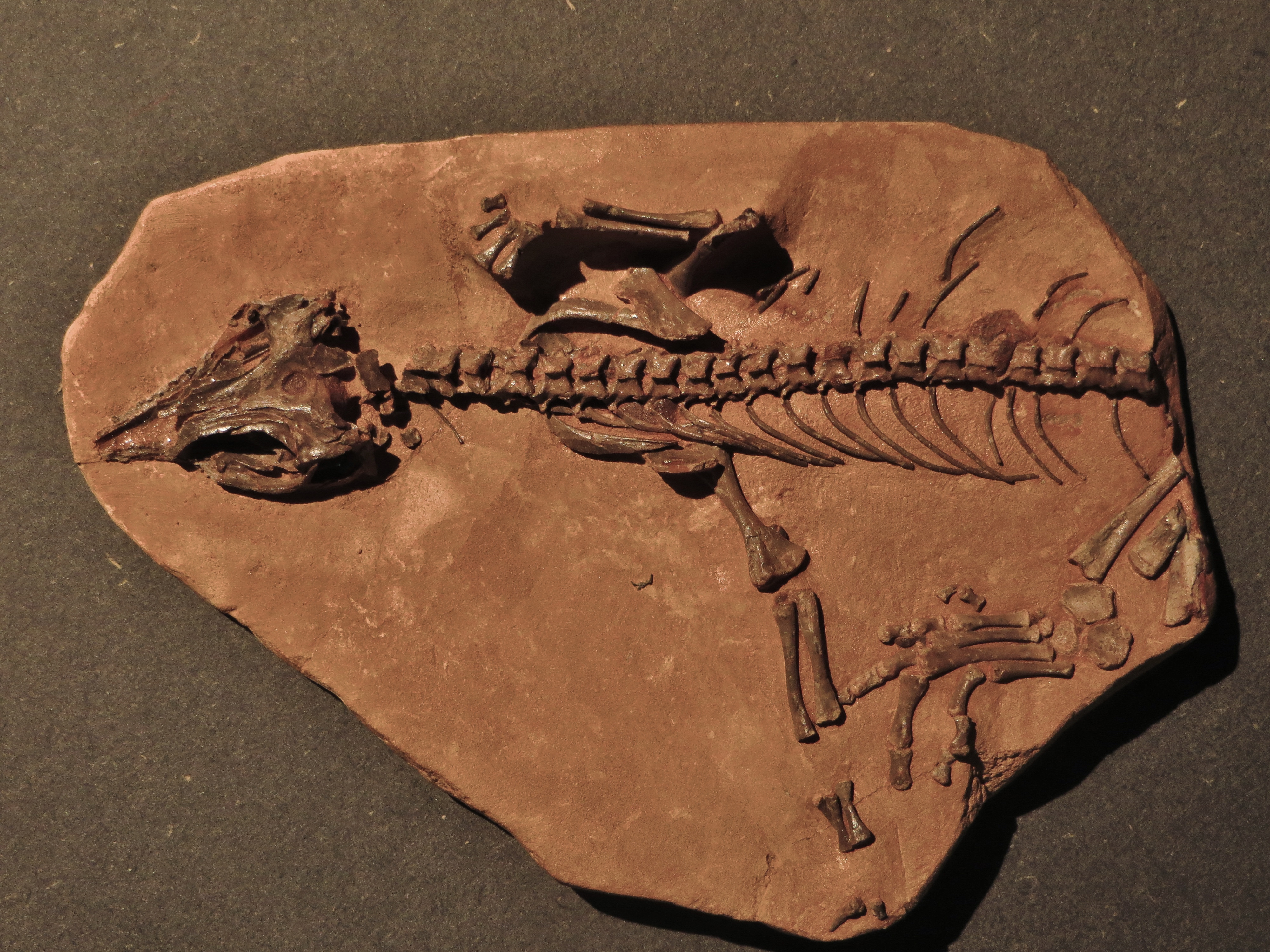

메세노사우루스(학명:Mesenoosaurus romeri)는 도마뱀목 바리놉스과에 속하는 도마뱀이다. 지금은 멸종된 종으로서 전체적인 몸길이가 3~4m인 거대한 도마뱀에 속한다.

## 특징
메세노사우루스는 멸종된 암니오테의 한 속이다. 그것은 바라노피과에 속한다. 이 속은 두 가지 종을 같이 포함한다. 러시아 북부의 중간 페미안 (상위 Kazanian) 메젠 강 유역의 메세노사우루스 로메리와 초기 페미안 미국(아메리칸:Artinskian)의 오클라호마주 리차드 스퍼 지역성의 메세노사우루스 에프레모비이다. 로메리의 성층 범위는 과달루피아의 중후반이며 엠에프레모비의 성층 범위는 시스랄루피안이다. 러시아의 유명한 고생물학자 이반 에프레모프는 메세노사우루스를 속주로 삼고 그 뿌리의 이름을 따서(문학번역은 메젠에서 온 마법사다.) 메네노사우루스 에프레모비라고 명명했다. 메세노사우루스 에프레모비(Mesenosaurus Efremovi)는 속주를 세운 이반 에프레모프를 기리기 위해 명명되었다. 메세노사우루스는 작은 크기의 바라놉세이드 시냅스이다. 주로 두개골이 특징적이다. 이 속은 화석 증거의 부족으로 인해 후천적 특징들이 완전히 분석되지 않았다. 메세노사우루스를 특징짓는 두개골의 특징은 다음과 같다. 가느다란 프리맥시야가 좁고 직사각형 모양의 주둥이를 형성하며(등측 및 복측 뷰에서 나타난다.) 전축의 등가공정은 길고 등가공성의 앞쪽 반을 형성한다. 코끝까지 거의 확장되는 확장된 내레이셜 쉘프이며 전축의 구개척 공정이 길고 중앙 봉합이 길다. 내경경계로부터 전전두엽의 거의 앞쪽 끝으로 후방으로 확장되는 코의 측면 표면에 잘 발달된 우울증이며 개복치 수준에서 맥실라의 약간 측면 부기이고 맥실라의 짧은 후공정에서 후두막대 수준에 도달하지 못한다. 첫 번째 전치아는 두 번째와 세 번째 치아보다 작다. 전치아에는 최대 5개의 치아가 있다. 첫 번째 치아는 두 번째 치아와 세 번째 치아보다 작지만 마지막 두 개의 치아보다 크다. 이 다섯 개의 치아는 간격이 촘촘하고 강하게 재발하며 날카롭게 뾰족하며 후두 가장자리 원위 반을 따라 날카롭고 절단을 이루고 있다. 단일 중앙분리대 보메라린 톱니 행이며 두개골의 후두부 광대 부위는 거의 수직 후방 여백이 있는 비정상적으로 넓고 낮다. 프테리고이드 가로 플랜지의 후측 가장자리는 기저 관절에서 약간 무테라터적으로 각이 져 있다. 가늘고 짧으며 로드처럼 생긴 스테이플로 중간 정도 발달된 발판과 멀리 확장된 사분율 공정을 갖추고 있다.(메세노사우루스의 모습은 초기 페미안의 치료법에 있는 것과 더 흡사하다.) 매우 두드러지고 결절형 장식이 전전, 후두, 주갈의 궤도 여백에 존재한다.(이 특성은 메세노사우루스의 잘 보존된 두개골에서 두드러지게 나타나므로 에프레모프는 원래 메세노사우루스의 오토포모피라고 여겼다. 그러나 세심한 검사 및 분석을 통해 이 기능이 다른 바라놉스과에 존재한다는 것을 밝혀냈다.) 메세노사우루스 로메리가 발견된 메젠 강 유역은 러시아 북부에 위치하고 있으며 메젠 강의 부유한 강 가장자리를 따라 미들페미아 퇴적물이 광범위하게 노출되어 있다. 이 퇴적물들은 다양한 양수의 골격 잔해들을 많이 만들어냈지만 가장 중요한 것은 "바라노프세이드의 작은 시냅시드"인 메세노사우루스 로메리의 부분 두개골이다. M. 로메리는 1938년 이반 에프레모프에 의해 발견되어 다른 종들과 두개골 유사성이 없기 때문에 메세노사우루스의 첫 번째 종이 되었다. 또한 다른 알려진 익룡(슬라이더, 재발, 확대, 단일 개복치이다.)과 일치하는 위턱 이빨을 가지고 있었기 때문에 러시아 지역에서 기술된 파충류로는 최초로 '좋은 플라이코사우루스'로 여겨졌다. 로머와 프라이스는 M. 로메리가 바라놉세대에 속한다고 가설을 세웠다. 이 가설은 다음과 같은 시너포모형을 바탕으로 2001년에 확정되었다. 도르소벤트랄 확장된 시간적 페네스트라가 시간적 영역의 높이를 대부분 차지하여 좁은 부분적 막대가 생기게 된다. 한계 의치는 강하게 재발하고 횡방향으로 압축되며 날카로운 전방 및 후방 절단 가장자리로 구성되며, 치아의 원위 반으로 제한된다. 외부 표면이 가로 단면으로 넓게 둥글게 된 잘 개발된 전축 수리적 선반이다. 두정맥의 전측 중위수 공정은 두개골 테이블의 초측위 영역으로 확장된다. 작은 전두엽 내측경계가 좁고 전두엽의 후공정이다. 표 형태는 크기가 작아지고 두정엽의 측면 날개의 안쪽 여백에 닿는 좁은 원소가 된다. 사분면의 후방 여백을 커버하는 정삼추 후방의 내경, 후두 플랜지이다. 파라페노이드 판은 넓고 기초페노이드 덩굴은 날개처럼 날개가 있으며 컬트리폼 공정의 기초로부터 횡방향과 후방으로 멀리 뻗어 있다. 전두엽, 후두엽 및 주갈의 궤도 여백에 두드러지고 결절형 장식이 있다. 이 종의 두 번째 종은 메세노사우루스 에프레모비이다.그것의 거의 완전한 두개골과 맨더블은 오클라호마의 오르도비안 아르부클 석회암에 있는 일련의 주입된 카르스트 균사체 안에서 리차드 스퍼 지역에서 발견되었는데 이것은 초기 페미안 테트라포드 화석을 위한 가장 풍부한 장소 중 하나이다. M. 에프레모비(M. efremovi)의 분류에 있어, "외부 나리스와 안테로포스테리(Anteroposterius longiceps and all varanopseids, Varanodon agilis보다 그것과 더 밀접하게 관련된 모든 바라노세이드들을 포함하는 계통 그룹이다.)"와 뚜렷한 두개골 특징을 공유한다. 메세노사우루스 에프레모비코는 밑부분에서 앞부분과 접촉한다. "그러나 엠에프레모비는 러시아의 엠로메리와 더 많은 기능을 공유하고 있다. 이러한 공유 특징들 중 일부는 시간적 페네스트라의 상대적 크기와 형태, 개복식 부위의 맥실라의 측면 부종, 5개의 전치 치아 위치(다른 헥테로사우루스에서는 보고되지 않았다.)를 포함한다. M. 에프레모비(M. efremovi)와 M. 로메리(M. romeri)는 대체적으로 많은 뚜렷한 특징을 공유하지만 이러한 표본들 사이에는 종 수준에서 분류학적으로 구별되는 것으로 간주되는 네 가지 주요 형태학적 차이가 있다.(종 수준 이상의 구별에는 불충분하다.) 짧은 등축 전치과정의 존재이다.(나사에 의한 전치후 내측 여백 또는 후방으로 확장되지 않았다.) 후방으로 확장된 맥실라이다. 최대 치아의 위치 감소이다. 후두골과 후두골 사이의 접촉이다. M. 에프레모비는 또한 알려진 M. 로메리의 가장 큰 표본보다 크다. 이 두 종 사이에는 20Myr의 간격이 있는데 이것은 가장 멸종된 사다리꼴의 시간적 범위를 초과한다. 이 간격은 의심스럽지만 리차드 스퍼에게 회복된 세포질의 방사성 동위원소 연대는 이 20Myr 갭을 식별하는 데 사용되었으며 다른 큰 간격/긴 시간 범위를 식별하는 데 사용된 신뢰할 수 있는 기술이다. 이 간격은 진화적 정지(페미안 특유의 올슨 간격 전체에 걸쳐 파우날 턴오버뿐만 아니라 판게아 전역의 다른 환경에 걸쳐 지속된다.)를 나타내기 때문에 유의하다. 이러한 진화적 안정은 그들의 시간적, 지리적 범위에 걸쳐 보존된 틈새 직업에 직접 기인할 수 있다. 이 가설이 맞는지 결정하기 위해서는 골격 전체에 걸쳐 비슷한 정도의 경련을 관찰해야 하기 때문에 두개골 후 특징에 대한 추가 연구가 필요하다. 그들은 구부러지지 않고 납작하게 만든 비구슬을 가지고 있었는데 이것은 그들이 발굴자인 것을 암시한다. 그들이 땅을 파는 비구슬이 굴을 파는 용도로 개조되었는지 아니면 오로지 먹이를 찾아 땅을 파는 용도로만 개조된 것인지는 불확실하다. 많은 바라놉세이드들이 수목형이었지만 메세노사우루스의 잘 발달된 올레크라논은 삼두근과 안코네우스근의 존재를 나타내는데 둘 다 강력한 팔뚝 확장을 제공할 것이다. 팔뚝 확장력과 다소 작은 체격/중간 체격이 결합된 이 강도는 파고드는 라이프스타일 사상을 뒷받침한다. 또한 메세노사우루스에서는 기능적 두발주의가 일어났다고 제안한다. 이것은 기능적 두발주의에 필요한 신체 질량 중심(슬렌더 줄기, 길쭉한 뒷줄기, 짧은 앞줄기)의 후방 이동의 존재에 기초한다. 먹이로는 당대에 서식했던 곤충, 절지동물 등을 주로 잡아먹고 살았을 육식성의 포식자로 추정되는 종이다.

## 생존시기와 서식지와 화석의 발견
메세노사우루스가 생존했었던 시기는 고생대의 페름기로서 지금으로부터 2억 9000만년전~2억 4500만년전에 생존했었던 종이다. 생존었했던 시기에는 유럽, 러시아, 미국으로 이어지는 당시에 존재했었던 초원과 산맥에 형성된 밀림 및 열대우림에서 광범위하게 생존했었던 종이다. 화석의 발견은 1938년에 러시아의 페름기에 형성된 지층에서 러시아의 고생물학자인 이반 에프레모프에 의하여 처음으로 화석이 발굴되어 새롭게 명명되었으며 이후엔 유럽과 미국에서도 화석이 발견되었다.

## 같이 보기
- 파충류
- 고생대
- 페름기
- 도마뱀
- 화석